# Fender Precision Bass Special
Fender Precision Bass Special (California Amy - USA) je nastao u prvotnoj želji kao probna serija 1997. godine, i u biti je kao i takav proizveden u malobrojnim primjercima do iduće 1998. godine.
Važno je za napomenuti da je na izradi ove bas-gitare došla do punog izražaja suradnja na relaciji između glavnog proizvođača Fender iz Sjedinjenih Država, i njegovih proizvodnih linija u Meksiku. Cijela proizvodnja je podijeljena u dvije faze, s time da je završna i najbitnija odrađena u Sjedinjenim Državama. Napravljena je po stilu klasičnog P tijela od johe, s jazz-stilom za vrat od javora, što ovom modelu bas-gitare omogućava poletnu svirljivost. Elektromagneti su klasični P / J Fender, s tri potenciometra (dva volumen, ton). Gitara je u svom kratkom periodu proizvodnje 1997. – 1998. izašla u: crnoj, bijeloj, smeđoj i crvenoj boji.

## Vanjska poveznica
- "Fender Precision Bass Special na elderly.com"[neaktivna poveznica]
- "Fender Precision Bass Special na jpstingrayguitars.com"